# Volger Andersson
Volger Andersson, född 19 januari 1896 i Njurunda församling, död 6 oktober 1969 i Njurunda, var en svensk längdåkare aktiv på 1920-talet.
Anderssons främsta merit är 50-kilometersloppet i OS i Sankt Moritz 1928, då han slutade på tredje plats, 13 minuter och 43 sekunder efter landsmannen "Särna-Hedlund" som vann. Tvåa i samma lopp var en annan svensk, Gustaf "Husum" Jonsson.
Han tävlade också i 18-kilometersloppet i samma OS, men bröt då loppet.
1924 tackade Andersson, John Lindgren och Algon Stoltz nej till att åka till OS med motiveringen: "Vi har ju DM att tänka på."